# Bad Boy Breathing
Bad Boy Breathing er en dansk dokumentarfilm fra 2014 instrueret af Jeppe Hansen.

## Handling
Nicolai på 23 har haft en turbulent ungdom med stoffer, vold og bandekriminalitet. Ved et tilfælde møder han Jakob Lund, der underviser kriminelle i yoga, meditation og åndedrætsteknikker, og Nicolai begiver sig ud på en rejse for at komme tilbage til en normal tilværelse uden stoffer og kriminalitet. 

## Medvirkende
- Nicolai Engelbrecht Sørensen
- Jakob Lund